# Caridina villadolidi
Caridina villadolidi е вид десетоного от семейство Atyidae. Видът не е застрашен от изчезване.

## Разпространение и местообитание
Разпространен е в Индонезия (Сулавеси), Провинции в КНР, Тайван, Филипини и Шри Ланка.
Обитава пясъчните дъна на сладководни басейни и потоци. Среща се на дълбочина около 377 m.